# Gornja Oraovica
Gornja Oraovica is een plaats in de gemeente Dvor in de Kroatische provincie Sisak-Moslavina. De plaats telt 37 inwoners (2001).